# 은풍초등학교 은계분교
은풍초등학교 은계분교는 대한민국 경상북도 예천군 은풍면에 있었던 공립 초등학교이다.

## 연혁
- 1937년 4월 1일 은풍공립보통학교 백석간이학교 설립인가
- 1941년 4월 1일 상리동부국민학교로 승격
- 1949년 6월 2일 석묘동으로 교사 이전
- 1953년 5월 19일 은계국민학교로 개칭
- 1993년 3월 1일 은풍국민학교 은계분교
- 2008년 3월 1일 은풍초등학교 본교에 통폐합